# Red Robin (comic book)
Article traitant de la série de comic book Red Robin, pour le personnage voir Tim Drake.
Red Robin est une bande dessinée américaine, écrite par Chris Yost et dessinée par Ramon Bachs, mettant en vedette l'ancien Robin, Tim Drake sous l'identité de Red Robin. Le début de la série suit les événements de Batman R. I. P., Final Crisis et Battle for the Cowl dans lesquels le Batman originel, Bruce Wayne, est apparemment mort des mains du super-vilain de DC Comics, Darkseid. De tous les personnages de la Batman Family, Tim Drake (utilisant maintenant son nom légal, Tim Wayne) est le seul à croire que Bruce Wayne est toujours vivant et quitte Gotham City pour rechercher les preuves qui appuieront sa théorie et son espoir.

## Personnages annoncés
L'éditeur du titre Batman chez DC Comics, Mike Marts révéle les personnages qui sont présents dans Red Robin en présentant son « mur » de vignettes dans les différents titres de Batman. Les personnages qui sont présents dans Red Robin en dehors de Tim Wayne, incluent la journaliste de Gotham City Vicki Vale et un des ennemis de longue date de Bruce Wayne, Ra's al Ghul.

### Azrael
En octobre 2010, Red Robin est indirectement associé à la bande dessinée Azrael par le biais de l'utilisation de Ra's al Ghul qui met à l'épreuve ceux impliqués avec Bruce Wayne pour devenir le guerrier ultime.
L'artiste sur Red Robin, Ramon Bachs quitte la série pour travailler sur Azrael avec Fabian Nicieza. Après avoir fini l'arc narratif The Grail, il laisse sa place à Marcus To, lui permettant de débuter chez DC en dessinant les quatre prochains numéros de l'arc Council of Spiders,.
Malgré l'histoire élaborée des deux bandes dessinées s'appuyant fortement sur la  Ligue des Assassins et les deux histoires convergeant au même moment, le run principal de Batman: Reborn n'a officiellement aucun lien avec les deux séries. Les deux sont finalement liées à l'arc narratif Gotham Shall Be Judged, quand Red Robin se retrouve face aux Anges de la Mort d'Azrael.

## Synopsis

### Collision
Avec la mort apparente de Bruce Wayne, Tim Drake prend l'identité masquée de Red Robin. Tim Drake est convaincu que Bruce Wayne est vivant, il est déterminé à le retrouver.
Tim voyage autour du monde, à la recherche d'indices de l'endroit où Bruce Wayne se trouve. Après le sauvetage d'un otage, il se retire dans sa chambre d'hôtel, frustré. Un flashback le montre en train de quitter le Manoir Wayne après la perte du manteau de Robin pour Damian Wayne. À l'extérieur de sa fenêtre, Z, Owens et Prudence l'observent et le visent avec un fusil de sniper. Les trois assassins appartiennent à la ligue de Ra's Al Ghul qui a donné l'ordre d'assassiner Tim Drake.
La chambre d'hôtel explose après le tir, mais Red Robin apparaît et les attaque. Tim montre son nouveau style de combat et déduit l'identité des assassins avant qu'ils ne disparaissent. Peu de temps après, Red Robin entre en contact avec Ra's Al Ghul qui est intéressé de savoir ce qui est arrivé à Bruce Wayne. Red Robin n°3 commence lorsque Tim Drake tente de voler ce qui semble être un Batarang fossilisé, tout en consultant Ra's Al Ghul. Un autre flash-back est montré avec Tim debout face à la tombe de Bruce Wayne. Il chasse Wonder Girl qui était venue le consoler.
Le dernier numéro du premier arc alterne entre un Red Robin et Batman se combattant l'un contre l'autre et Tim découvrant la peinture de la grotte de Bruce Wayne de la fin de Final Crisis. À la fin du premier arc, Red Robin est poignardé par un vilain nommé Widower, le laissant lui et Prudence pour morts.
La deuxième arc, Council of Spiders, montre Red Robin devant affronter le Conseil des Araignées, un groupe d'assassins qui a pour objectif de détruire la Ligue des Assassins. Red Robin forge une alliance fragile avec la Ligue, et après avoir fait face au Conseil, il détruit le système informatique de la Ligue, gagnant la fureur de Ra's al Ghul.
Le troisième arc, intitulé Collision, voit Red Robin demander l'aide du nouveau Batman (Dick Grayson), Robin (Damian Wayne) et Batgirl (Stephanie Brown) dans le but d'empêcher Ra's al Ghul de détruire l'héritage de la Famille Wayne. Red Robin est presque tué par Ra's al Ghul lorsqu'il le confronte lui-même. Après l'échec de son plan, Ra's appelle Red Robin « Détective », un titre qu'il avait réservé à Bruce Wayne. Ra's lance Red Robin du haut d'un grand bâtiment, mais il est sauvé par l'arrivée opportune de Batman.

### The Hit List
Dans l'arc suivant, The Hit List, Red Robin travaille au côté du nouveau Batman et de Robin pour lutter contre le crime à Gotham. Mais il le fait à sa manière. Il établit une liste de personnes qu'il soupçonne d'être les plus grandes menaces. Cela provoque encore plus de tension dans sa relation avec le nouveau Robin (Damian Wayne). Au même moment, la journaliste Vicky Vale suit Tim Wayne qui semble connaitre les identités réelles de la Bat-Family. Il travaille dur pour la tromper et va jusqu'à se faire tirer dessus et lui faire croire qu'il est incapable de marcher pour la détourner de la vérité.

### Gotham Shall Be Judged
À la suite de l'invasion de Gotham City par Azrael et ses Anges de la Mort, Red Robin fait équipe avec le nouveau Batman, Dick Grayson pour lutter contre Azrael. Tim est testé par Azrael pour voir s'il est capable de sauver la vie d'innocents, un test qu'il échoue, tout comme Dick. À la fin, il est révélé que pour se venger de la destruction de la base de la Ligue des Assassins, Ra's al Ghul a manipulé Azrael pour qu'il s'attaque à Red Robin.

## Costume
Le costume de Red Robin, des numéros 1 à 12, est une cape noire et un masque enveloppant toute la tête, une chemise rouge avec deux bandes traversant la poitrine en diagonale et portant son symbole en son milieu. Il porte aussi un long pantalon noir avec des bottes noires, une ceinture et des gants noirs. À la fin de Red Robin n°12, Alfred fait quelques modifications à sa tenue pour la personnaliser. Il met à jour les gants et les bottes, lui donne une cape qui lui permet de glisser dans les airs, une nouvelle ceinture et raccourcit son haut. Cependant, en septembre 2011, DC comics relance son univers principal. Tim Drake est dès lors le chef des Teen Titans. Son symbole est sur son épaule gauche, et il a une cape ressemblant à des ailes qui l'aide à glisser. Il porte désormais un loup au lieu du masque recouvrant la tête.

## Ventes
Le premier numéro de la série se trouve dans les vingt meilleures ventes lors de son mois de sortie avec 64 000 exemplaires vendus. Les ventes des numéros suivants diminueront petit à petit pour se stabiliser dans les 30 000 exemplaires vendus,,,. Le dernier numéro se vend à 26 939 exemplaires.

## Publications

### Éditions américaines
| Titre                          | Contenu                                                                          | ISBN                         | Sortie         |
| ------------------------------ | -------------------------------------------------------------------------------- | ---------------------------- | -------------- |
| Red Robin: The Grail           | Red Robin n°1-5                                                                  | SC: (ISBN 978-1-4012-2619-0) | Mai 2010       |
| Red Robin: Collision           | Red Robin n°6-12; Batgirl, Vol. 3 n°8                                            | SC: (ISBN 978-1-4012-2883-5) | Septembre 2010 |
| Red Robin: The Hit List        | Red Robin n°13-17                                                                | SC: (ISBN 978-1-4012-3165-1) | 29 juin 2011   |
| Red Robin: Seven Days of Death | Red Robin n°18 à 21, 23 à 26; Teen Titans (Vol. 3) n°92                          | SC: (ISBN 978-1-4012-3364-8) | 21 mars 2012   |
| Batman: Gotham Shall Be Judged | Azrael Vol. 2 n°14-18; Batman n°708-709; Gotham City Sirens n°22; Red Robin n°22 | SC: (ISBN 978-1-4012-3378-5) | 4 avril 2012   |

### Éditions francophones
La série reste inédite dans les pays francophones.